# Antonio Farnese, Duce de Parma
Antonio Farnese (n. 29 noiembrie 1679, Parma, Ducatul Parmei – d. 20 ianuarie 1731, Parma, Ducatul Parmei) a fost al optulea și ultimul Duce de Parma și Piacenza din casa Farnese. S-a căsătorit în 1727 cu Enrichetta d'Este. Căsătoria a rămas fără copii iar Ducatul a revenit Infantelui Carlos al Spaniei a cărui mamă, Elisabeta de Parma, era nepoata lui Antonio.